# Sergej Jesenin

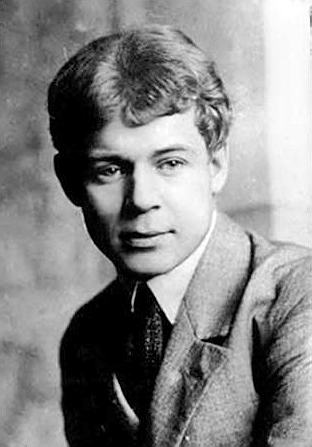
Sergej Jesenin op jeugdige leeftijd

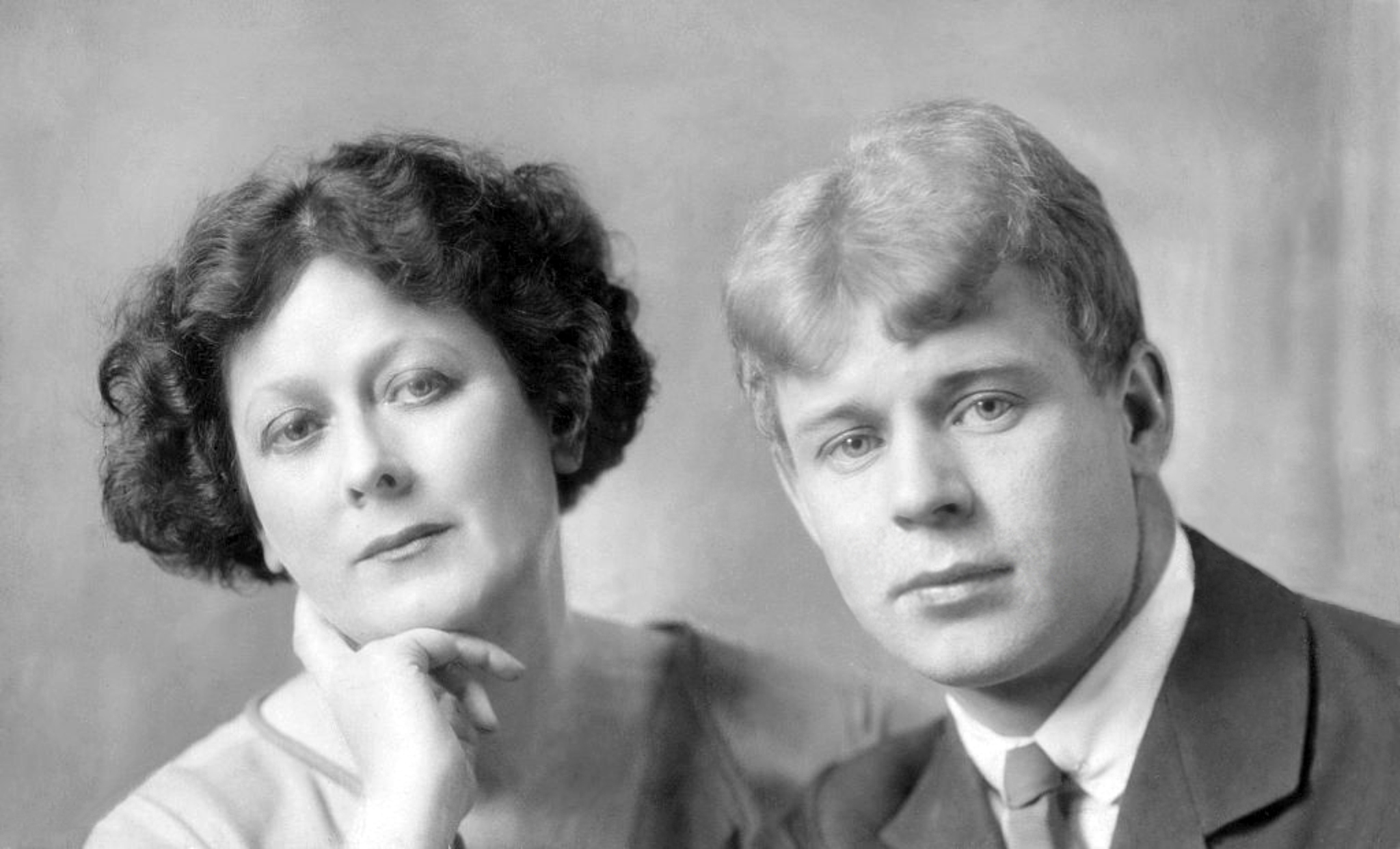
Jesenin en Isadora Duncan

Sergej Aleksandrovitsj Jesenin (Russisch: Сергей Александрович Есенин) (Konstantinovo, oblast Rjazan, 3 oktober [O.S. 21 september] 1895 - Leningrad, 28 december 1925) was een Russisch dichter. Hij was een van de bekendste en populairste Russische dichters van de twintigste eeuw.

## Leven en werk
Geboren als boerenzoon, groeide hij op in het dorpje Konstantinovo, bij Rjazan, voornamelijk bij zijn grootouders. Hij begon op zijn negende met schrijven. In 1912, op zijn zeventiende, verhuisde Jesenin naar Moskou, waar hij een baantje als proeflezer bij een uitgeverij had om in zijn onderhoud te voorzien. Ook studeerde hij anderhalf jaar aan de Staatsuniversiteit van Moskou.
In 1915 verhuisde hij naar Sint-Petersburg, alwaar hij in aanraking kwam met dichters als Aleksandr Blok, Sergej Gorodetski, Nikolaj Kloejev en Andrej Bely. Met name Blok was hem zeer behulpzaam in het begin van zijn carrière. Jesenin zei dat hij van Bely de betekenis van vorm had geleerd en van Blok en Kljoejev de lyriek. In 1915 publiceerde hij zijn eerste bundel, Radoenitsa, snel gevolgd door Ritueel voor de Doden. Zijn liefdesgedichten en gedichten over het alledaagse leven waren geliefd en zijn faam groeide snel.
In 1916 en 1917 vervulde hij zijn militaire dienstplicht, maar hij heeft nooit hoeven vechten, aangezien Rusland zich na de Oktoberrevolutie terugtrok uit de oorlog. Aanvankelijk toonde hij zich een voorstander van de Revolutie, maar al snel raakte hij gedesillusioneerd. Een gedicht uit de tijd luidde "De gure Oktober heeft mij bedrogen".

## Alcohol en dood
Ondertussen hield Jesenin er een turbulent liefdesleven op na. In 1913 was hij getrouwd met een medewerkster van de uitgeverij, van wie hij al snel scheidde. In augustus 1917 trouwde hij met actrice Zinaida Raich, met wie hij twee kinderen zou krijgen. In 1918 richtte hij zijn eigen uitgeverij op: "Трудовая Артель Художников Слова" ('Het arbeidersbedrijf van artiesten van het woord'). Hij maakte enkele jaren deel uit van de imaginistische beweging. Van 1918 tot 1919 was hij onafscheidelijk bevriend met mede-imaginist Anatoli Marienhof. Samen met Marienhof en Sersenevitsj stichtte hij in die periode de ‘imaginistische’ school.
In de herfst van 1921 ontmoette Jesenin de beroemde danseres Isadora Duncan, die 18 jaar ouder was en geen Russisch sprak, terwijl Jesenin op zijn beurt geen vreemde talen sprak. Ze trouwden in mei 1922. Jesenin vergezelde zijn vrouw op tournee door Europa en de Verenigde Staten. Jesenin had altijd al een zwak voor alcohol gehad, maar in deze periode van zijn leven werd zijn verslaving alleen maar erger. Hij sloeg zijn vrouw, vernielde hotelkamers en maakte scènes in restaurants. De internationale pers besteedde hier veel aandacht aan. Het huwelijk hield de facto slechts een jaar stand; in mei 1923 keerde hij terug naar Moskou. Hoewel formeel nog steeds getrouwd met Duncan, trouwde hij in Rusland met actrice Augusta Miklasjevskaja. Niet veel later kreeg hij een zoon, Aleksandr, bij dichteres Nadezjda Volpin. Zijn zoon zou een bekend dichter worden, en later dissident die in dezelfde kringen verkeerde als Andrej Sacharov.
In de laatste twee jaar van zijn leven was Jesenin vrijwel elke dag dronken. In 1925 trouwde hij Sofia Tolstaja, een kleindochter van Tolstoj. Zij probeerde hem tevergeefs van zijn drankverslaving af te helpen. Na een geestelijke instorting werd hij voor een maand opgenomen in een psychiatrische inrichting in Moskou. Na zijn ontslag uit de kliniek nam hij al zijn geld op van de bank en ging naar Leningrad. Daar hing hij zichzelf op in hotel Angleterre.
Jesenin kreeg een staatsbegrafenis en werd begraven op Vagankovo. Stalin verbood zijn gedichten al snel, mede onder invloed van kritieken van Nikolaj Boecharin, die Jesenin decadentie verweet. Pas in 1966 werden de meeste gedichten heruitgegeven.
Tegenwoordig worden Jesenins gedichten op Russische scholen voorgelezen; veel gedichten zijn ook op muziek gezet. Zijn vroege dood, het feit dat Jesenin niet geliefd was bij de literaire elite en zijn roerige levensloop hebben allemaal bijgedragen aan het welhaast mythische imago van de dichter.

## Afscheidsgedicht

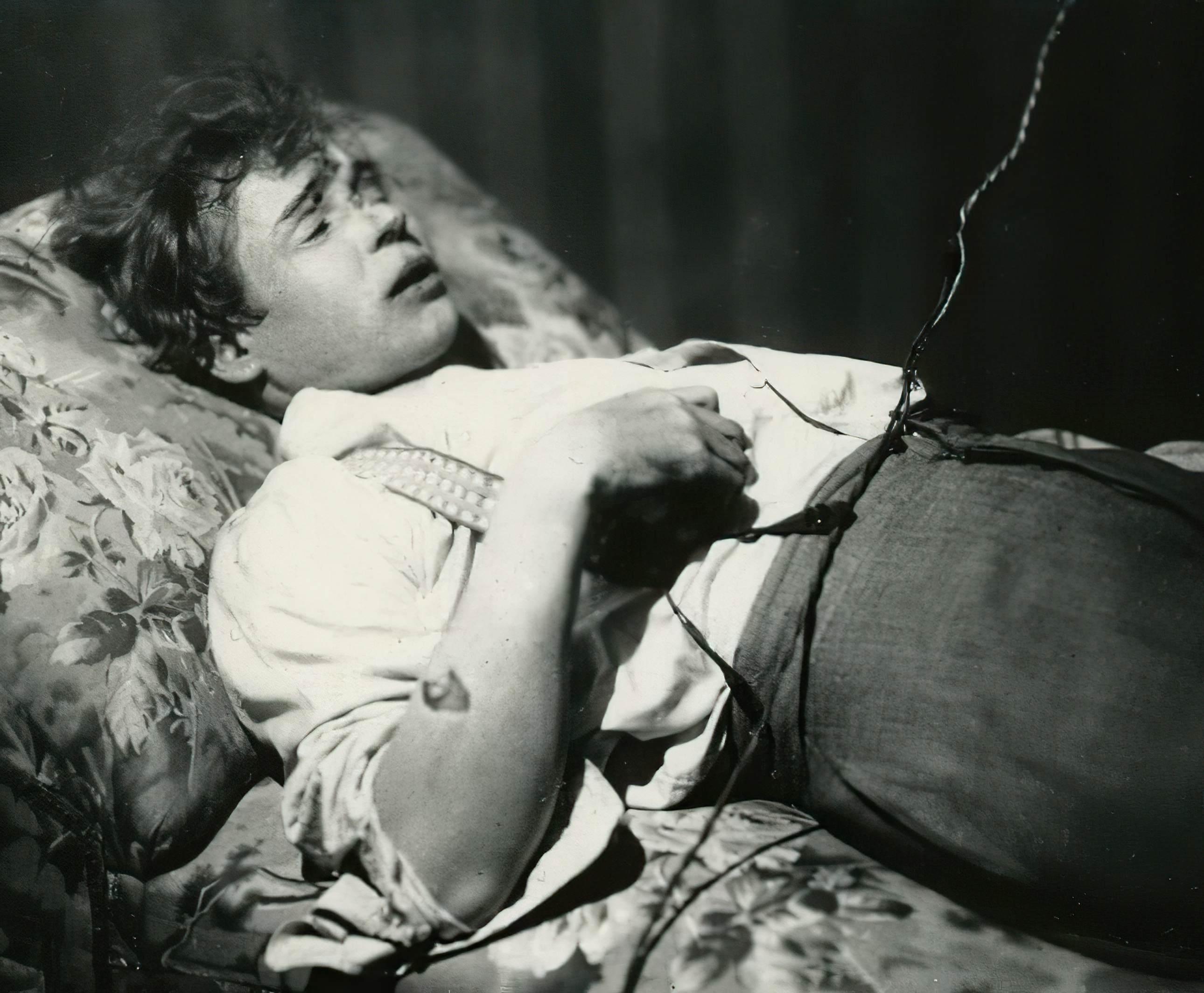
Jesenin op zijn doodsbed

Vlak voor zijn dood schreef Jesenin het volgende afscheidsgedicht, in zijn eigen bloed:
| Origineel gedicht in het Russisch До свиданья, друг мой, до свиданья. Милый мой, ты у меня в груди. Предназначенное расставанье Обещает встречу впереди. До свиданья, друг мой, без руки, без слова, Не грусти и не печаль бровей,- В этой жизни умирать не ново, Но и жить, конечно, не новей. | Nederlandse vertaling Vaarwel, mijn vriend, vaarwel. Mijn liefste, ik draag je in mijn hart. Dit voorbestemde afscheid Belooft een weerzien later. Vaarwel mijn vriend, geen handdruk, geen woord, Treur niet en frons niet zo droef, In dit leven is sterven niets nieuws, Al is leven natuurlijk niet veel nieuwer. |

## Vertalingen in het Nederlands
- Sergej Jesenin: Rauwdouw gedichten. (Vert. Arie van der Ent). Rotterdam, Woord in blik, 2023. ISBN 978-94-91389-3-44
- Sergej Jesenin: Anna Snegina en andere gedichten. (Vert. Emiel van den Toorn). Amsterdam, Pegasus, 2022. ISBN 978-90-6143-489-4
- Sergej Jesenin: Gedichten. (Vert. Kees Jiskoot). Amsterdam, Pegasus, 2012. ISBN 978-90-6143-372-9
- Sergej Jesenin: Poegatsj. (Vert. Richard Haasen en Maria Novikova met medew. van Aai Prins). Stichting Esenin, 1994. Geen ISBN
- Het beeld, alleen het beeld, en niets dan het beeld! 8 imaginistische pamfletten (1919-1924).  Sergej Jesenin, Anatoli Mariëngof, Vadim Sjersjenevitsh en anderen. (Vert. Robbert-Jan Henkes en Elena Pereverzeva). Amsterdam, Platforum, 1995. (Tweede, geheel herzien en bijgewerkte druk. Geen ISBN)